# Ruokkaanneva
Ruokkaanneva este o arie protejată (arie specială de conservare — SAC, sit de importanță comunitară — SCI) din Finlanda întinsă pe o suprafață de 323 ha, integral pe uscat.

## Localizare
Centrul sitului Ruokkaanneva este situat la coordonatele 63°13′58″N 24°02′19″E / 63.2328°N 24.0386°E.

## Înființare
Situl Ruokkaanneva a fost declarat sit de importanță comunitară în august 1998 pentru a proteja 1 specie de animale. Situl a fost protejat și ca arie specială de conservare în aprilie 2015.

## Biodiversitate
Situată în ecoregiunea boreală, aria protejată conține 3 habitate naturale: Turbării active, Turbării Aapa, Mlaștini împădurite.
La baza desemnării sitului se află o specie protejată de  mamifere: Rangifer tarandus fennicus.